# Spilosoma jezoensis
Spilosoma jezoensis är en fjärilsart som beskrevs av Matsumura 1927. Spilosoma jezoensis ingår i släktet Spilosoma och familjen björnspinnare. Inga underarter finns listade i Catalogue of Life.